# Aïch Tounsi
Aïch Tounsi (arabe : عيش تونسي ou 3ich Tounsi soit « Vis tunisien » en dialecte tunisien) est un mouvement associatif, puis un mouvement politique sous la forme d'une coalition de listes électorales, fondé en avril 2018.

## Historique
Aïch Tounsi est d'abord une association, fondée en avril 2018 par Selim Ben Hassen, et Aïda Doggui, activistes de la société civile, ainsi que par Olfa Terras, philanthrope et mécène dans les domaines de la culture et de l'éducation.

## Activités associatives
L'association conduit dès 2018 plusieurs activités à caractère social et culturel. Parmi celles-ci figurent « les héros invisibles », un projet qui a consisté à mettre en lumière les actions menées par des personnes inconnues en faveur de l'intérêt général ; les personnes identifiées sont filmées et leurs histoires diffusées simultanément sur différentes chaînes de télévision nationales. En juin et juillet de cette année, lors de la tenue de la coupe du monde de football en Russie, l'association organise quatre événements de retransmission des matchs de l'équipe nationale pour le public en Tunisie. Ces événements, gratuits, ont lieu dans quatre régions : dans le village de Rjim Maatoug au Sud, dans le quartier de Mellassine dans la capitale, dans la ville du Kef dans la région du nord-ouest et à l'amphithéâtre d'El Jem à l'est du pays.
En novembre 2018, l'association conduit une large campagne de démocratie participative. Pendant trois mois, les membres de l'association récoltent sur le terrain les avis des citoyens et leurs propositions pour sortir le pays de la crise économique et sociale. La campagne est également menée sur Internet et les réseaux sociaux et via des appels téléphoniques. La phase de consultation, qui se conclut avec 400 000 personnes qui y participent, sert de base à l'élaboration par l'association d'un document dénommé « la feuille de route des Tunisiens ». Il s'agit de douze mesures portant sur la lutte contre la pauvreté, la sécurité et la lutte contre la corruption. La feuille de route est signée par un million de Tunisiens. Dans ce contexte, les premiers sondages commencent à indiquer la présence de l'association dans les intentions de vote. Certains observateurs qualifient le mouvement de populiste,,.

## Ambitions électorales et réactions de la scène politique
En effet, même si l'association n'affiche pas d'ambitions politiques explicites, certaines voix s'élèvent pour dénoncer l'incertitude sur les intentions réelles d'Aïch Tounsi, certains considérant que ses membres utilisent son statut associatif pour échapper aux règles applicables aux partis politiques avant de se présenter aux élections. Certains partis politiques, au premier rang desquels Tahya Tounes et le parti islamiste Ennahdha, appellent à interdire à l'association de se présenter aux élections. Cependant, aucune loi n'interdit à une association de faire de la politique ou de se présenter sur des listes électorales. Les deux partis majoritaires forment une coalition et proposent un amendement à la loi électorale pour empêcher les associations ayant potentiellement des visées électorales de se présenter.
Après des débats houleux et une majorité des Tunisiens s'opposant à l'adoption d'une loi d'exclusion, l'amendement est adopté le 18 juin 2019 par l'Assemblée des représentants du peuple. L'association est alors troisième dans les sondages d'opinion. Saisis sur la constitutionnalité de la nouvelle loi, les membres de l'Instance provisoire de contrôle de la constitutionnalité des lois n'arrivent pas à se départager, avec trois voix pour et trois voix contre. Il revient au président de la République de trancher. Après plusieurs semaines d'incertitude, ce dernier refuse de ratifier la loi.

## Campagne
Aïch Tounsi se présente aux élections législatives du 6 octobre 2019 sous la forme d'une coalition de listes indépendantes dans les 33 circonscriptions électorales que compte le pays. Du fait d'un vide juridique, le mouvement peut participer aux élections sans avoir le statut de parti.
Pendant la campagne, Selim Ben Hassen fait prendre aux listes de la coalition trois engagements : en cas d'élection, et pour rompre avec les pratiques clientélistes des partis politiques, les députés d'Aïch Tounsi devront renoncer à leurs privilèges, à leur immunité parlementaire et à la pratique du mercato (consistant à régulièrement changer de groupe parlementaire en fonction des changements de majorité). Ces engagements sont filmés et envoyés aux médias.
Le dernier sondage réalisé à la veille de la période électorale donne le mouvement troisième dans les intentions de vote. Il ne recueille toutefois qu'un seul siège lors de l'annonce officielle des résultats, qui revient à Olfa Terras qui se présente dans la circonscription de Bizerte. Dès l'annonce des résultats, plusieurs organisations de la société civile et d'observation des élections dénoncent la fraude qui a entaché le scrutin et les pressions des islamistes à l'encontre de l'Instance supérieure indépendante pour les élections pour modifier les résultats avant leur annonce à la télévision. Cependant, ces critiques ne modifient pas le résultat final des élections, officiellement annoncé le 8 novembre 2019.

## Accusations de financement étranger et de lobbying
Dès sa création, l'association est attaquée par des partis politiques et par certains médias au sujet de ses sources de financement. L'organisation est en outre accusée de recevoir des financements étrangers, d'avoir recours à des activités illégales de lobbying, voire de travailler pour le compte d'États étrangers. Malgré les démentis de l'association,, ces soupçons sont régulièrement relayés par les médias, en particulier pendant la campagne électorale. Le 4 octobre 2019, le média d'investigation Inkyfada révèle les documents du secrétariat d'État des États-Unis servant de base à l'accusation de lobbying ; il s'avère qu'un contrat de lobbying existe, mais qu'il n'a pas été conclu par Aïch Tounsi mais par Olfa Terras dans le cadre des activités de sa propre fondation. L'accusation de financement étranger semble quant à elle résulter de la nationalité franco-tunisienne de Terras, donatrice principale de l'association, et de son mari Guillaume Rambourg, soutien d'Emmanuel Macron lors de la campagne présidentielle française de 2017. Le 28 juillet 2021, le parquet tunisien décide néanmoins d'ouvrir une enquête contre Aïch Tounsi pour lobbying et financement étranger.

## Résultats électoraux
| Année | Voix   | %    | Rang | Sièges  | Gouvernements |
| ----- | ------ | ---- | ---- | ------- | ------------- |
| 2019  | 46 401 | 1,62 | 9e   | 1 / 217 | Opposition    |